# Bruno Loets
Bruno Johannes Loets (* 24. August 1904 in Leer (Ostfriesland); † 13. Juli 1969 ebenda) war ein deutscher Schriftsteller und Übersetzer.

## Leben
Bruno Loets entstammte einer Kaufmannsfamilie. Nach dem Abitur absolvierte er in Leer eine Ausbildung zum Buchhändler. Anschließend studierte er Germanistik, Philosophie und Musik an der Universität Leipzig. Bedingt durch ein lebenslanges Herzleiden blieb sein Studium ohne Abschluss. Ab 1931 lebte Loets als freier Schriftsteller und Verlagslektor in Leipzig. Er verfasste Literatur- und Musikkritiken für verschiedene Zeitschriften und den Rundfunk und begann eine ausgedehnte Übersetzungstätigkeit. Ab 1944 lebte er wieder in Leer.
Bruno Loets verfasste Prosa und Theaterstücke, teilweise in niederdeutscher Sprache. Er übersetzte Belletristik für Erwachsene und Kinder sowie Sachbücher aus dem Niederländischen ins Deutsche.

## Werke
- Ein sehr schönes Spiel von Esmoreit und Damiet, Leipzig 1935
- Mariechen von Nimwegen, Leipzig 1943
- Der Herr Neffe, Norden 1949
- Spök, Norden 1949
- Holländisch (Niederländisch), Berlin 1955
- Uns' Kea, Leer 1957

## Herausgeberschaft
- Karl Ditters von Dittersdorf: Lebensbeschreibung, Leipzig 1940
- Theodor Storm: Ein rechtes Herz, Leipzig 1945

## Übersetzungen
- Theodorus P. van Baaren: Selbst die Götter tanzen, Gütersloh 1964
- Martinus Adrianus Beek: Bildatlas der assyrisch-babylonischen Kultur, Gütersloh 1961
- Jan Auke Brandsma: Menno Simons von Witmarsum, Kassel 1962
- Arthur Broekaert: Der Bader von Kortryk. Das Leben des Jan Palfyn (1650–1730). (Jan Palfijn, aus dem Flämischen übertragen), L. Staackmann, Leipzig 1940
- Cor Bruijn: Inselheimat, Bamberg 1952
- Cor Bruijn: Lasse Länta, Konstanz 1958
- Cor Bruijn: Strandgut, Leipzig 1942
- Ernest Claes: Jugend, Leipzig 1942
- Ernest Claes: Das Leben und der Tod des Victalis van Gille, Wiesbaden 1953
- Anton Coolen: Aus der kleinen Welt, Wiesbaden 1950
- Anton Coolen: Die drei Brüder, Leipzig 1937
- Anton Coolen: Weihnachten in Brabant, Leipzig 1938
- Anton Coolen: Das Wirtshaus zur Zwietracht, Leipzig 1940
- Willy Corsari: Achtung, Vicky, Bob spielt mit!, Oldenburg (Oldb) 1951
- Willy Corsari: Herz ohne Hafen, Berlin 1943
- Willy Corsari: Der Mann, den es nicht gab, Gütersloh 1961
- Willy Corsari: Mord und Marionetten, Gütersloh 1962
- Filip De Pillecyn: Der Soldat Johan, Leipzig 1942
- Bernard M. I. Delfgaauw: Geschichte als Fortschritt, Köln
  - 1. Die Entstehung des Menschen, 1962
- Pieter Hendrik Esser: Die Welt der Träume, Konstanz 1966
- Johan Fabricius: Flipje, Köln 1950
- Karel Geest: Stampfende Hufe, Gütersloh 1960
- Cornelis Gilhuis: Geborgen in Gottes Hand, Konstanz 1958
- Leendert Johan Hartog: Und morgen die ganze Welt, Gütersloh 1961 (übersetzt zusammen mit Roland Gööck)
- Amanda van Hoogstraten-Schoch: Die Welt der Jeannine Bossart, Konstanz 1960
- Albert van der Hoogte: Die Stunde des Gewissens, Stuttgart 1955
- Willem Gerrit van de Hulst: Rie und Carla im Försterhaus, Kassel 1957
- Pszisko Jacobs: ... denn eine Welt wie diese, Bremen 1959
- Arjen Miedema: Klas der Träumer, Kassel 1958
- Harry Mulisch: Der Diamant, Hamburg 1961
- Harry Mulisch: Schwarzes Licht, Hamburg 1962
- Harry Mulisch: Das steinerne Brautbett, Hamburg 1960
- Edmond Nicolas: Gesund leben!, Regensburg 1963
- Gerrit Cornelius van Niftrik: Menschheit im Fortschritt, Neukirchen-Vluyn 1969
- Berend Nijenhuis: Tornado, Konstanz 1957
- Mary Noothoven- van Goor: Das Mädchen Jennifer, Köln 1952
- Cas Oorthuys: Die französische Riviera, Berlin 1954
- Max Eduard Ouwehand: Sie kamen auf die Erde zurück, Konstanz 1956
- Hendrik van Oyen: Botschaft und Gebot, Gütersloh 1962
- G. J. Panen: Liar, der Wolfshund, Regensburg 1960
- Antonius Roothaert: Vlimmen gegen Vlimmen, Baden-Baden 1954
- Antonius Roothaert: Vlimmens zweite Jugend, Frankfurt/M. [u. a.] 1961
- Jan W. Schulte Nordholt: Das Volk, das im Finstern wandelt, Bremen 1958
- Ida Simons: Die Stunde vor Mitternacht, Gütersloh 1962
- Felix Timmermans: Adriaan Brouwer, Wiesbaden 1951
- Klaas Toxopeus: Harte Männer, harte See, Stuttgart 1955
- Anne de Vries: Auf großer Fahrt, Konstanz 1977
- Anne de Vries: Bartje, Bamberg 1952
- Anne de Vries: Bartje sieht die Welt der Großen, Konstanz 1952
- Anne de Vries: Bartje sucht das Glück, Leipzig 1948
- Anne de Vries: Großes Erzählbuch der biblischen Geschichte, Konstanz
  - 1. Altes Testament, 1957
  - 2. Neues Testament, 1957
- Anne de Vries: Hilde, Leipzig 1941
- Anne de Vries: Unterwegs in Surinam, Konstanz 1977
- Anne de Vries: Zwei Mädchen in den Tropen, Konstanz 1967
- Frits A. Wagner: Indonesien, Baden-Baden 1959
- Gerard Walschap: Der Mann, der das Gute wollte, Leipzig 1938
- Dieuwke Winsemius: Ein Herz hat viel gelernt, Konstanz 1964